# Mount Baring
Mount Baring, oder Baring Mountain, ist ein Berg in der Kaskadenkette im US-Bundesstaat Washington. Er liegt etwa drei Kilometer nordöstlich des Skykomish River, welcher bei Everett in den Puget Sound mündet. Das Gebiet um Mount Baring ist Teil des Mount Baker-Snoqualmie National Forests.
Wie der nahegelegene Mount Index ist auch Mount Baring ein aufgrund steiler Hänge sehr markanter Berg. Der Fluss Skykomish fließt auf einer Höhe von nur etwa 232 Metern über dem Meeresspiegel und damit weit unter dem Berg. Der weniger als ein Kilometer nordöstlich des Gipfels gelegene Barclay Lake liegt auf einer Höhe von 1128 Metern. Damit hat Mount Baring eine Schartenhöhe von zirka 740 Metern.
Die erste aufgezeichnete Besteigung wurde am 28. Juli 1897 von John Charlton und Albert Hale Sylvester durchgeführt. Dass Amerikanische Ureinwohner einen der einfacheren Wege zum Gipfel bereits lange Zeit vor der bekannten Erstbesteigung nahmen, gilt als wahrscheinlich. Der Normalweg führt über den Nordwestgrat. Er verläuft abseits von Pfaden, teilweise durch Gehölz, und erfordert in Gipfelnähe vermehrtes Klettern. Einige Kletterwege an der Nordostseite des Gipfelbereichs sind außerordentlich lang und erreichen stellenweise den Grad V der Schwierigkeit.